# Joe Sachse

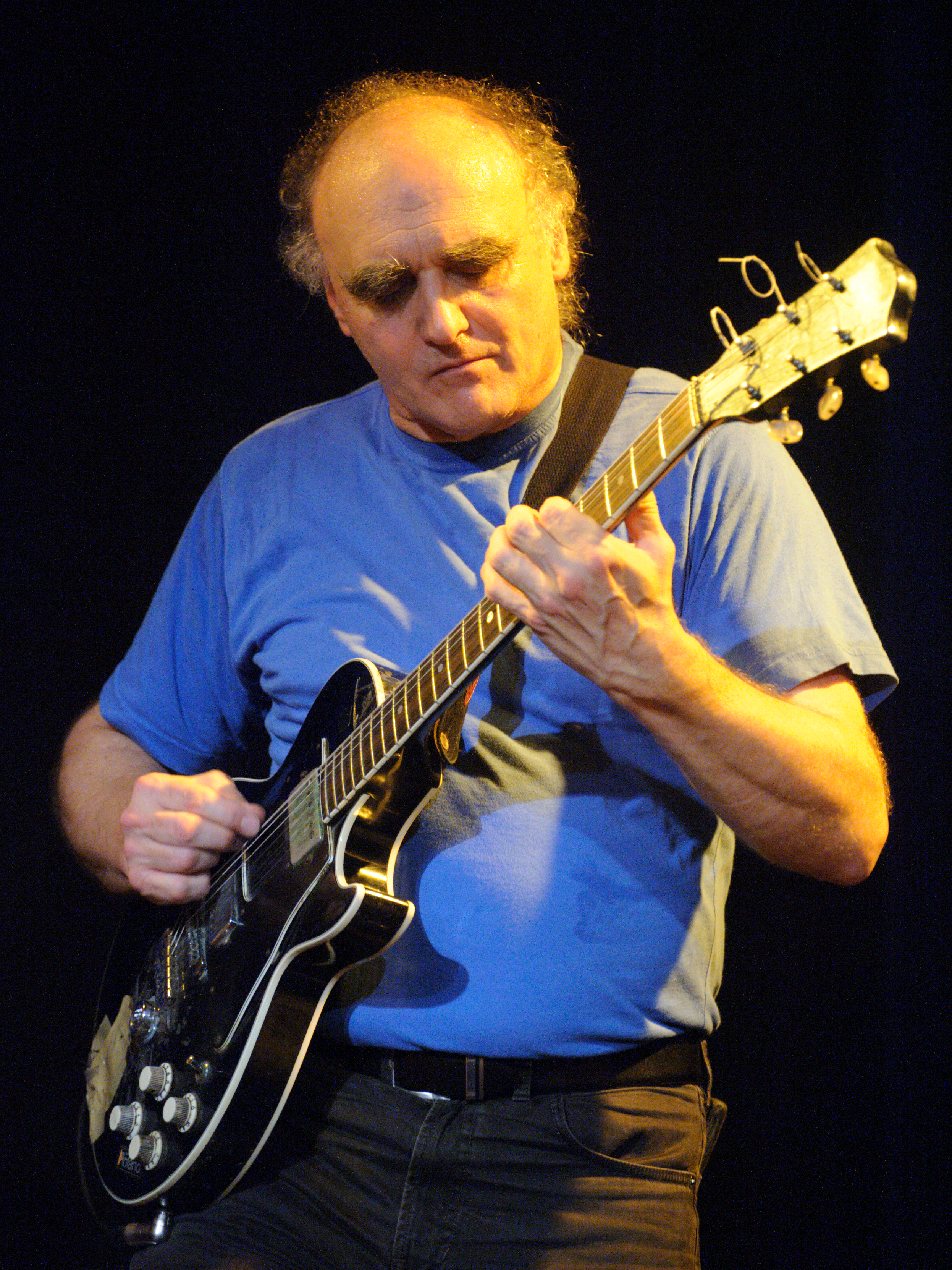
Joe Sachse tijdens een concert met Jörg Fischer, Rainer Lind en Heiner Reinhard, in Darmstadt, oktober 2012.

Helmut 'Joe' Sachse (Mittweida. 28 oktober 1948) is een Duitse jazzgitarist.

## Biografie
Sachse studeerde van 1973 tot 1978 aan het conservatorium in Weimar. Hij trad al vroeg in enkele groepen van Manfred Schulze. Midden jaren 70 richtte hij een eigen kwartet op, dat al snel uitgroeide tot het kwintet Osiris, hierin speelden Manfred Hering, Hannes Zerbe, Christoph Winkel en Wolfram Dix. Osiris toerde met Charlie Mariano en Toto Blanke in de DDR. Eind jaren 70 vormde hij een duo met Uwe Kropinski, later aangevuld met Hannes en Conny Bauer, een groep die onder de naam Doppelmoppel speelde op talloze festivals, waaronder Moers Festival. Begin jaren 80 speelde hij in de Heinz Becker Group, tevens had hij een kwartet met Ernst-Ludwig Petrowsky, Heinz Becker en Klaus Koch en speelde hij bijvoorbeeld in een duo met Manfred Hering. Verder werkte hij samen met o.m. George Lewis, David Moss, John Tchicai, Maggie Nicols, Peter Kowald, Fred Van Hove, Paul Rutherford, Armin Heitz en Peter Brötzmann.

## Discografie (selectie)
- Helmut Sachse – Hannes Zerbe (Amiga, 1981)
- Po(e)saunenstunde für Kinder von 92 bis 174 cm, met Günter Saalmann, Litera Berlin 865345, 1983
- Helmut „Joe“ Sachse – Solo (FMP resp. Tribar music, 1984)
- Berlin Tango (ITM, 1986/87) met George Lewis, David Moss
- Helmut „Joe“ Sachse (DSB/Bluesong, 1988)
- Helmut „Joe“ Sachse: European House (FMP, 1990)
- Pinguin Moschner, Maggie Nicols, Joe Sachse: Nevergreens (amf, 1996)